# Hans Hateboer
Hans Hateboer (Beerta, Países Bajos, 9 de enero de 1994) es un futbolista neerlandés que juega de defensa para el Stade Rennais F. C. de la Ligue 1 de Francia.

## Trayectoria

### Groningen
Producto de la academia de Groningen, Hateboer hizo su debut profesional el 18 de enero de 2014 en un partido contra RKC Waalwijk. Durante el partido, que terminó en empate 1-1, proporcionó una asistencia y luego fue expulsado. El 19 de febrero de 2014, Hateboer firmó una extensión de contrato de tres años, que entró en vigencia retroactivamente el 1 de febrero de 2014. En la final de los playoffs por el fútbol europeo, anotó un gol decisivo contra AZ. Durante la temporada 2013-14, había pasado de ser un jugador amateur de los equipos juveniles a ser un jugador titular en el equipo de Groningen. En la siguiente temporada, 2014-15, Hateboer formó parte del equipo que ganó su primer gran trofeo, la Copa KNVB, lo que calificó al equipo para la Liga Europa de la UEFA.
En el último año de su contrato, Hateboer dejó claro que su intención era irse bajo la regla Bosman al final de la temporada, lo que significaba que Groningen lo vendió a Atalanta en la ventana de transferencia de enero en lugar de perderlo sin compensación en el verano. Cuando dejó Groningen en enero de 2017, Hateboer había sido acreditado con la mayor cantidad de asistencias para un defensor en la Eredivisie en esa temporada.

### Atalanta
Llegando en medio de una inusualmente exitosa temporada para el Atalanta, Hateboer fue inicialmente suplente de Andrea Conti, titular en la posición de defensa por la banda derecha en una formación 3-4-3. Hateboer hizo su debut en el Atalanta el 19 de marzo de 2017, durante una victoria en casa por 3-0 en la liga contra Pescara, en la cual dio una asistencia. En la temporada 2017-18, después de que Conti se trasladara al Milan en el verano, se estableció como titular habitual del equipo y también jugó en la Liga Europa por segunda vez en su carrera. La temporada siguiente fue aún más exitosa para Hateboer, ya que participó en todos los partidos de la Serie A y anotó cinco goles en la competición. También fue una temporada sólida para el Atalanta, ya que el club terminó tercero en la liga y se clasificó para la Liga de Campeones de la UEFA por primera vez en la historia del club.
En la temporada 2019-20, Hateboer debutó en la Liga de Campeones en una derrota por 4-0 ante Dinamo Zagreb. El 19 de febrero de 2020, anotó su primer gol en la competición, seguido de su segundo gol en una victoria por 4-1 sobre Valencia en octavos de final. Su primer gol en el partido también fue el primer gol de Atalanta en la fase de eliminación directa de la Liga de Campeones.
En agosto de 2021, Hateboer sufrió una lesión en el pie durante un entrenamiento, lo que lo dejó fuera de juego durante varios meses. Regresó al terreno de juego el 30 de noviembre como titular en una victoria por 4-0 en la liga local sobre Venezia.

## Selección nacional
En marzo de 2018, Hateboer recibió su primera convocatoria al equipo nacional de los Países Bajos para los amistosos contra Inglaterra y Portugal. Fue la primera convocatoria realizada por el recién nombrado entrenador Ronald Koeman.
Hateboer hizo su debut internacional completo como titular en el amistoso internacional contra Inglaterra el 23 de marzo de 2018 en el estadio de Ámsterdam. Luego, hizo su primera aparición con los Países Bajos en casi tres años contra Polonia en una victoria en casa por 1-0 en la Liga de Naciones de la UEFA el 4 de septiembre de 2020. Tuvo una actuación impresionante, incluida una asistencia para el gol ganador de Bergwijn.

## Estilo de juego
Un lateral derecho con un físico notable y velocidad, Hateboer también ha sido empleado ocasionalmente como defensor central. Mientras estaba en Italia, obtuvo el apodo cavallo pazzo, que significa "caballo loco", debido a su ritmo de trabajo y sus incansables carreras.

## Palmarés

### Títulos nacionales
| Título                   | Club            | País         | Año     |
| ------------------------ | --------------- | ------------ | ------- |
| Copa de los Países Bajos | F. C. Groningen | Países Bajos | 2014-15 |

### Títulos internacionales
| Título                 | Equipo         | Sede   | Año  |
| ---------------------- | -------------- | ------ | ---- |
| Liga Europa de la UEFA | Atalanta B. C. | Dublín | 2024 |